# Saint-Jeannet (Alpes-Maritimes)
Saint-Jeannet (Occitaans: Sant Joanet) is een gemeente in het Franse departement Alpes-Maritimes (regio Provence-Alpes-Côte d'Azur). De plaats maakt deel uit van het arrondissement Grasse. Saint-Jeannet telde op 1 januari 2022 4.378 inwoners.

## Geografie
De oppervlakte van Saint-Jeannet bedroeg op 1 januari 2022 14,58 vierkante kilometer; de bevolkingsdichtheid was toen 300,3 inwoners per km².
De onderstaande kaart toont de ligging van Saint-Jeannet met de belangrijkste infrastructuur en aangrenzende gemeenten.

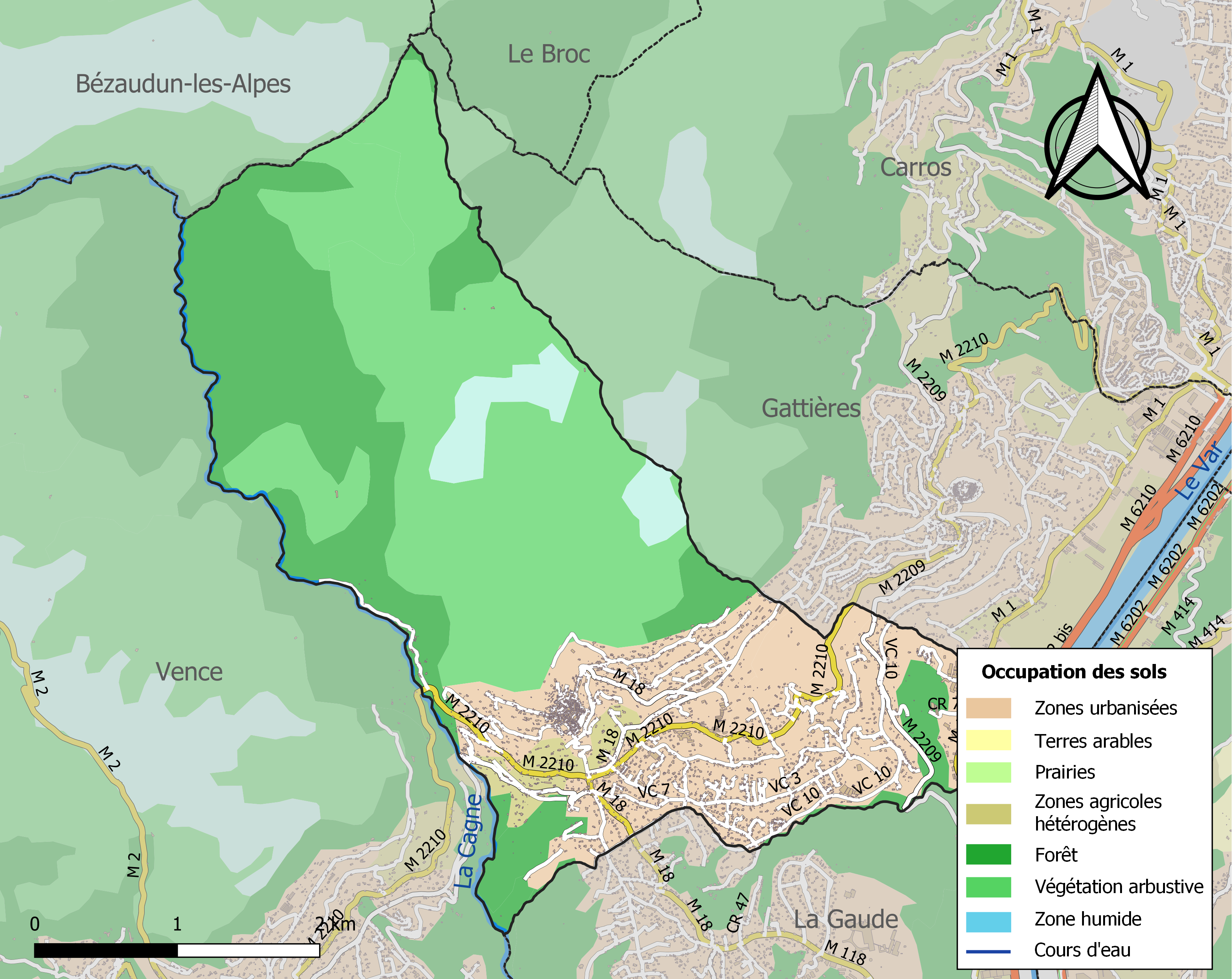

## Demografie
Onderstaande figuur toont het verloop van het inwonertal (bron: INSEE-tellingen).
Vanwege een beveiligingsprobleem met de MediaWiki Graph-software is het momenteel niet mogelijk deze grafiek weer te geven. Zodra de software is bijgewerkt zal de grafiek vanzelf weer zichtbaar worden.